# Piaseczno (jezioro w powiecie kościerskim)
Piaseczno (kaszb. Jezoro Piôséczno) – jezioro rynnowe na wschodnim krańcu Pojezierza Kaszubskiego w gminie Stara Kiszewa, powiat kościerski, województwo pomorskie. Północnym brzegiem jeziora miała przebiegać (niezrealizowna) linia kolejowa Czersk-Bąk-Stara Kiszewa-Przywidz-Stara Piła-Gdańsk Kokoszki-Gdańsk Wrzeszcz (w okolicy pozostałości po pracach ziemnych).
Powierzchnia całkowita: 19,28 ha.